# Khmilnyk rajon
Khmilnyk rajon (ukrainsk: Хмільницький район, tr. Khmilnytskij rajon) er en af 6 rajoner (distrikt) i Vinnytsja oblast i Ukraine, hvor Khmilnyk rajon er beliggende i den nordlige del af oblastet omkring byen Khmilnyk.
Rajonen har et areal på 3.701 km2
og et indbyggertal på 180.732 (2022) indbyggere. Det administrative centrum er byen Khmilnyk.